# Aiteta gamma
Aiteta gamma är en fjärilsart som beskrevs av George Francis Hampson 1905. Aiteta gamma ingår i släktet Aiteta och familjen trågspinnare. Inga underarter finns listade i Catalogue of Life.